# Esteve Dolsa
Esteve Dolsa Montaña (* 17. März 1936; † 22. November 2007 in Coll de Montaner, Os de Civís, Spanien) war ein andorranischer Sportschütze.

## Werdegang
Dolsa war Mitglied der dreiköpfigen Mannschaft, mit der Andorra 1976 bei den Olympischen Sommerspielen in Montreal zum ersten Mal in seiner Geschichte teilnahm. Bei der Eröffnungsfeier am 17. Juli 1976 war er Flaggenträger seines Landes. Im Trapschießen belegte er mit 159 Punkten Rang 35.
Der begeisterte Jäger und Waffenhändler starb im Herbst 2007 im Alter von 71 Jahren bei einem Jagdunfall in Spanien.